# 無声軟口蓋摩擦音
無声軟口蓋摩擦音（むせい なんこうがい まさつおん）は、子音のひとつである。後舌と軟口蓋で調音される無声の摩擦音で、国際音声記号では [x] で表される。

## 特徴
- 気流の起こし手 - 肺臓気流機構からの呼気。
- 発声 - 声帯の振動を伴わない無声音。
- 調音
  - 調音位置 - 後舌面と軟口蓋による軟口蓋音。
  - 調音方法
    - 口腔内の気流 - 舌の中央を気流が通る中線音。
    - 調音器官の接近度 - 隙間を作って空気が通りにくくし、そこに気流を通すことで生じる摩擦音。
    - 口蓋帆の位置 - 口蓋帆を持ち上げて鼻腔への通路を塞いだ口音。

## 言語例
この音は、以下の言語に見られる。
- アラビア語 - خ
- ギリシャ語 - χ
- スペイン語 - j, g+i, e
- ドイツ語 - ch
- ロシア語 - х
- ポーランド語 - h, ch
- エスペラント - ĥ
- 中国語 - h（ピンイン）- ㄏ（注音符号）
- ブラジルポルトガル語 - rr, 語頭のr
- オランダ語 - g, ch
- 日本語 -  撥音・促音後のハ行子音
- 朝鮮語 - 흐
- アルメニア語 - Խ
- グルジア語 - ხ

特にスラヴ語に多く見られる。
この音を持たない言語に借用された場合、無声声門摩擦音 [h]、無声軟口蓋破裂音 [k] などで代用することが多い。日本語においては、撥音や促音がハ行の前に来る場合（バッハ、シャンハイ等）に、この音となることがある。日本語に借用された外来語ではハ行で表記する。英語に借用された場合、[h] や [ks]（主にスペイン語からの場合）、 [k]（ドイツ語、ロシア語などからの場合）で代用するか、原音に近づけて [x] で発音することもある。また、表記に際してkhと表記する場合がある(例としてアルメニア人作曲家であるアラム・ハチャトゥリアンの名前は、英語ではAram Khachaturianと表記されている)。